# Ann Savoy
Ann Savoy, née Ann Allen le 22 janvier 1952 à Richmond en Virginie, est une musicienne, compositrice, et productrice américaine de musique cadienne. Elle est l'épouse de Marc Savoy.

## Biographie
Membre du Savoy-Doucet Cajun Band, elle est aussi active au sein du groupe féminin The Magnolia Sisters. Elle collabore régulièrement et produit les disques de Linda Ronstadt, John Fogerty, ou Nick Lowe.